# Rendufinho
Rendufinho is een plaats (freguesia) in de Portugese gemeente Póvoa de Lanhoso en telt 748 inwoners (2001).

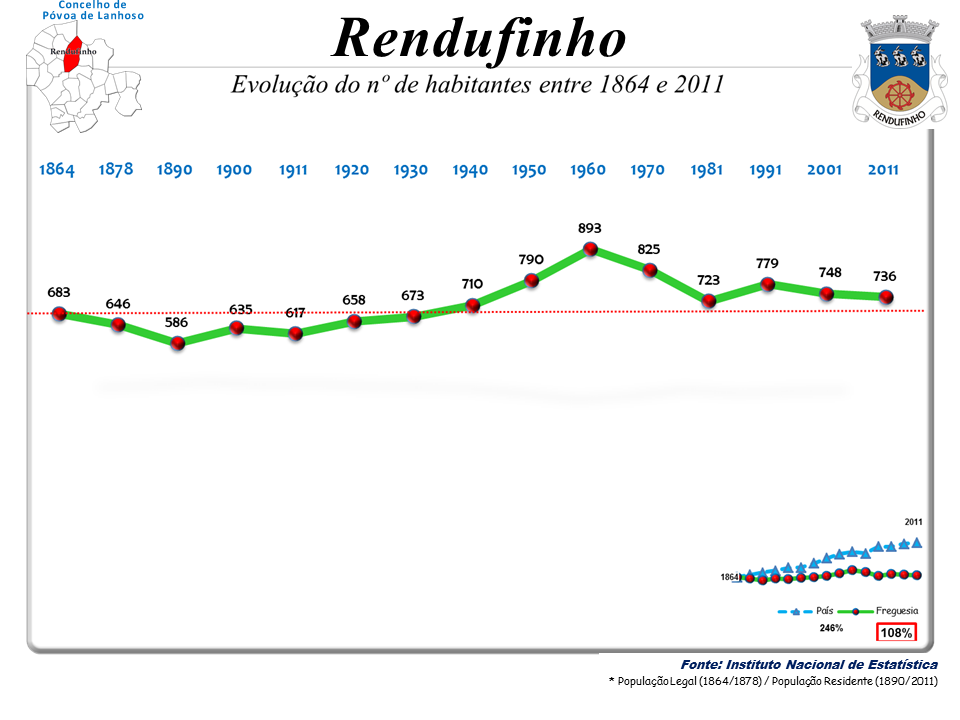
Bevolkingsontwikkeling tussen 1864 en 2011